# Learn to Fly
Learn to Fly – pierwszy singel amerykańskiego zespołu Foo Fighters, pochodzący z ich trzeciego albumu, There Is Nothing Left to Lose. Singel uzyskał status złotej płyty w Ameryce i w Kanadzie.

## Lista utworów
CD1
1. „Learn to Fly”
2. „Iron and Stone” (cover The Obsessed)
3. „Have a Cigar” (cover Pink Floyd)

CD2
1. „Learn to Fly”
2. „Make a Bet”
3. „Have a Cigar” (cover Pink Floyd)

## Skład
- Dave Grohl – wokal, gitara,
- Nate Mendel – gitara basowa,
- Taylor Hawkins – perkusja

## Listy przebojów
| Lista przebojów (1999) | Pozycja |
| ---------------------- | ------- |
| ARIA Charts            | 36      |
| Canadian Singles Chart | 13      |
| Canadian Rock Chart    | 1       |
| MegaCharts             | 72      |
| RIANZ                  | 23      |
| Sverigetopplistan      | 52      |
| UK Singles Chart       | 21      |
| Billboard Hot 100      | 13      |
| Modern Rock Tracks     | 1       |
| Mainstream Rock Tracks | 2       |